# Patrick Ogunsoto
Patrick Babatunde Ogunsoto (nació el 19 de abril de 1983 en Nigeria) es un jugador de fútbol griego-nigeriano que juega en el AE Ermionida de Grecia.

## Biografía
Empezó su carrera deportiva en el APOEL FC a la edad de 16 años. Un año después fue transferido al Ergotelis FC, donde jugó en tercera división un tiempo. En su primera temporada en el Ergotelis, Ogunsoto marcó 30 goles en 32 partidos y el equipo promocionó a la Beta Ethniki. Después de otra promoción, Ogunsoto marcó 11 goles en 29 partidos durante su primera temporada en el Alpha Ethniki, pero el equipo descendió. Ogunsoto posteriormente se fue a Bélgica, al K.V.C. Westerlo, donde él fue el máximo goleador junto a Momo Tchité, del Anderlecht, con 20 goles en 31 partidos. Actualmente, el jugador ha fichado por el Ergotelis griego, equipo al que llega después de unas negociaciones con el Cádiz CF en las que ya se daba por hecho su fichaje por el conjunto amarillo.

## Clubes
| Club                    | País     | Año       |
| ----------------------- | -------- | --------- |
| Paniliakos              | Grecia   | 2000      |
| APOEL FC                | Chipre   | 2001-2002 |
| Ergotelis FC            | Grecia   | 2002-2006 |
| KVC Westerlo            | Bélgica  | 2006-2008 |
| Ergotelis FC            | Grecia   | 2008-2010 |
| OFI Crete               | Grecia   | 2010-2011 |
| PFC Lokomotiv Plovdiv   | Bulgaria | 2011      |
| Anagennisi Epanomi FC   | Grecia   | 2012      |
| Olympiakos Volou        | Grecia   | 2013      |
| Acharnaikos FC          | Grecia   | 2013      |
| AE Ermionida            | Grecia   | 2014      |
| Makedonikos FC          | Grecia   | 2016-2017 |
| Megas Alexandros Iasmos | Grecia   | 2017-2018 |
| Anagennisi Epanomi      | Grecia   | 2018-     |